# Plistospilota
Plistospilota, es un género de las mantis, de la familia Mantidae, del orden Mantodea. Es originario de África.

## Especies
- Plistospilota camerunensis
- Plistospilota congica
- Plistospilota gasconi
- Plistospilota guineensis
- Plistospilota insignis
- Plistospilota mabirica
- Plistospilota maxima
- Plistospilota nigerica
- Plistospilota nova
- Plistospilota validissima